# Qnto syrup
Qnto syrup（きゅんとしろっぷ）は日本の女性アイドル・グループである。所属事務所はI-GET。

## 概要
Qnto syrupはREADY TO KISS、SAY-LA、HOT DOG CATに続く、I-GET4つ目の正規グループとして「パステル系かわいい」をコンセプトに2020年9月27日にデビューしたアイドルグループである。プロレスや格闘技、ヴィジュアル系バンドやアイドル等の衣装製作を手掛けるNAOKIと、ロックバンドACMAやBLLY AND THE SLUTSで活動する石谷光（オープニングSE制作も担当）の両名が総合プロデューサーを務める。
彼女たちの音楽性は『まさに王道I-GETスタイル。つまり、少し弱気だけど、夢を追いかける気持ちを忘れずに輝こうとする、正統派な乙女アイドルソングを歌うグループ』と評される。
2021年6月27日をもって活動休止となり所属メンバー全員事務所を退所する。

## メンバー

### 元メンバー
| 名前       | よみがな       | 在籍期間                      | 状態     | 備考   |
| ---------- | -------------- | ----------------------------- | -------- | ------ |
| 前原なな   | まえはらなな   | 2020年9月27日〜2020年12月31日 | 脱退     |        |
| 甘沢みゆり | あまさわみゆり | 2021年4月7日～2021年6月4日    | 活動休止 | 候補生 |
| 犬乃かりん | いぬのかりん   | 2021年4月7日～2021年6月6日    | 活動休止 | 候補生 |
| 月見玲花   | つきみれいか   | 2020年9月27日〜2021年6月27日  | 活動休止 |        |
| 姫嶋香菜   | ひめじまかな   | 2020年9月27日〜2021年6月27日  | 活動休止 |        |
| 舞浜みづゑ | まいはまみづえ | 2020年9月27日〜2021年6月27日  | 活動休止 |        |

## グループの主な活動状況

### 2020年
- 6月11日 - 『SAY-LA＆BABY TO KISS現体制ラスト無観客公演配信』にて新グループ結成を発表。月見玲花と姫嶋香菜がBABY TO KISSから昇格
- 9月7日 - 『I-GET祭 重大発表SP』(新宿BLAZE)にて「I-GET新グループ 新メンバーオーディション2020」の合格者を発表。前原なな、舞浜みづゑが加入
- 9月24日 - 新メンバーを加えた会議を行い、グループ名が「Qnto syrup」に決定。グループ名の発案者はメンバーの月見玲花
  - 「ライブではみんなでピンクを振ってほしい」とメンバー全員の担当カラーをピンク系とした
- 9月27日 - 『I-GET祭 森のんの卒業SP』(品川ザ・グランドホール)にてライブデビュー[2]
- 12月10日 - 『I-GET祭』(新宿BLAZE)に出演。オープニングトークには月見玲花が参加[3]
- 12月19日 - 『SAY-LA藤沢泉美生誕祭』にて、月見玲花のそっくりさん『スイカ記念日』の“つきスイ”お披露目
- 12月31日 - 前原ななが体調不良のため脱退[4]

### 2021年
- 2月10日 - 『姫嶋香菜生誕祭』(渋谷RUIDO K2)にて新曲『きゅんきゅんホロスコープ』お披露目。振り付けは元READY TO KISSの上原歩子
- 3月6日 - 『舞浜みづゑ生誕祭』(池袋WHITE BASE)にてグループ初の単独公演
- 4月7日 - BABY TO KISS所属の甘沢みゆり、犬乃かりんがQnto syrup候補生となることを発表[5]
- 4月8日 - HOTDOG CATメンバーの新型コロナ感染に伴い姫嶋香菜が濃厚接触者に認定され4月18日まで休演となる
- 5月28日 - 【Qnto syrup活動休止のお知らせ】6月27日の活動休止前ラストライブをもって現体制終了、活動休止を発表する[6]
- 6月27日 - 『Qnto syrup 活動休止前ラストライブ』(青山RizM)メンバー全員事務所を退所する

## 楽曲
- ふわふわパステル

　　作詞作曲編曲: 石谷光
- パステリア物語

　　作詞作曲編曲: 石谷光
- 恋のリトマス試験紙

　　作詞作曲編曲: 石谷光
- きゅんきゅんホロスコープ

　　作詞作曲編曲: 石谷光